# XXVIII Festival Internacional de Cinema Fantàstic de Sitges
El XXVIII Festival Internacional de Cinema Fantàstic de Sitges va tenir lloc a Sitges entre el 7 i el 14 d'octubre de 1995 sota la direcció d'Àlex Gorina amb la finalitat de promocionar el cinema fantàstic i el cinema de terror. Es va retre homenatge a George Pal i un especial dedicat a Jörg Buttgereit. També es va incorporar a la retrospectiva "Un segle fantàstic" exhibint les cent millors pel·lícules fantàstiques de la història segons els organitzadors del certamen.
El festival fou inaugurat amb Species, espècie mortal i les projeccions es fan fer al Gran Auditori També va destacar la projecció fora de concurs d' El día de la bestia d'Álex de la Iglesia fora de concurs. La principal guanyadora fou el telefilm Ciutadà X (millor pel·lícula, millor director i millor actor)

## Pel·lícules projectades

### Secció competitiva
En concurs
- Atolladero d'Óscar Aibar
- Ciutadà X de Chris Gerolmo
- El convent de Manoel de Oliveira
- Institute Benjamenta dels Germans Quay
- Nadja de Michael Almereyda
- No te mueras sin decirme adónde vas d'Eliseo Subiela
- The Passion of Darkly Noon de Philip Ridley /
- Encanteri a la ruta maia de Clare Peploe
- Testimoni silenciós d'Anthony Waller
- Virtuosity de Brett Leonard
- Species, espècie mortal de Roger Donaldson

Fora de concurs
- El día de la bestia d'Álex de la Iglesia
- Mortal Kombat de Paul W. S. Anderson
- Tokyo Fist de Shinya Tsukamoto
- Village of the Damned de John Carpenter
- L'assassí del més enllà de Brett Leonard
- Safe de Todd Haynes /
- All Men Are Mortal d'Ate de Jong /
- Der Kopf des Mohren de Paulus Manker
- El tallador de gespa 2: Més enllà del ciberespai de Farhad Mann
- El Dr. Jekyll i la Sra. Hyde de David Price
- Lipton Cockton in the Shadows of Sodoma de Jari Halonen
- The Doom Generation de Gregg Araki

### Secció Premiére
- Diari d'un rebel de Scott Kalvert
- Boca a boca de Manuel Gómez Pereira
- Oblidar París de Billy Cristal
- Funny Bones de Peter Chelsom
- Homicidi en primer grau de Marc Rocco /
- Search and Destroy de David Salle
- Al-Mohager de Youssef Chahine

### Secció Anima't
- Frank and Ollie (1995) de Ted Thomas
- La tomba de les lluernes (1988) d'Isao Takahata
- Pompoko (1994) d'Isao Takahata
- Arabian Knights (1993) de Richard Williams
- Crumb (1995), de Terry Zwigoff

### Secció retrospectiva
- Blade Runner (1982) de Ridley Scott
- 2001: una odissea de l'espai (1968) de Stanley Kubrick
- King Kong (1933) de Merian C. Cooper i Ernest B. Schoedsack
- Metropolis (1927) de Fritz Lang
- Psicosi (1960) d'Alfred Hitchcock
- The Unknown (1927) de Tod Browning
- Nosferatu (1922) de Friedrich Wilhelm Murnau
- Són elles! (1954) de Gordon Douglas

## Jurat
El jurat internacional va estar format per Joaquim de Almeida, Álex de la Iglesia, Marcos Ordóñez, Ventura Pons, Barbara Steele, Alexander Stuart i Caroline Vié.

## Premis
Els premis d'aquesta edició foren:
| Categoria                             | Premiat                       | Treball                             |
| ------------------------------------- | ----------------------------- | ----------------------------------- |
| Premi al millor director              | Chris Gerolmo                 | Ciutadà X                           |
| Premi al millor director              | Michael Almereyda             | Nadja                               |
| Premi a la millor pel·lícula          | Ciutadà X                     | Chris Gerolmo                       |
| Premi al millor Curtmetratge          | Bill Plympton                 | How to Make Love to a Woman         |
| Premi a la millor actriu              | Bridget Fonda                 | Encanteri a la ruta maia            |
| Premi al millor actor                 | Stephen Rea                   | Ciutadà X                           |
| Premi al millor guió                  | Eliseo Subiela                | No te mueras sin decirme adónde vas |
| Premi a la millor fotografia          | Nic Knowland                  | Institute Benjamenta                |
| Premi al millor banda sonora          | Nick Bicât                    | The Passion of Darkly Noon          |
| Premi als millors efectes especials   | Steve Johnson, Richard Edlund | Species, espècie mortal             |
| Premi de la Crítica José Luis Guarner | El convent                    | Manoel de Oliveira                  |
| Premi Honorífic Màquina del Temps     | Ray Harryhausen               |                                     |